# Rhizotrogus flavicans
Rhizotrogus flavicans är en skalbaggsart som beskrevs av Blanchard 1851. Rhizotrogus flavicans ingår i släktet Rhizotrogus och familjen Melolonthidae. Inga underarter finns listade i Catalogue of Life.